# Pensión no contributiva
Las pensiones o prestaciones no contributivas son prestaciones económicas del Estado en favor de determinadas personas que por sus circunstancias personales no cumplen los requisitos para beneficiarse del sistema contributivo de la seguridad social y cumplen, en su caso, determinados límites de rentas y patrimonio. La finalidad de las pensiones no contributivas es garantizar unos ingresos mínimos para estas personas. Se financian a través de los presupuestos de los Estados.
En la mayoría de los países, incluidos aquellos que gozan de un sistema de protección social más amplio, una proporción de personas queda fuera del ámbito de la seguridad social tradicional por lo que su protección la asume el Estado a través de programas de naturaleza no contributiva.

## Legislación por países

### España
En España las prestaciones no contributivas se asignan de la siguiente forma:
- Jubilación: Tener más de 65 años, y haber vivido en España más de 10 años.
- Invalidez: Tener entre 18 y 65 años y discapacidad de al menos el 65 % y haber vivido en España al menos 5 años.
- Por hijo a cargo: Tener hijo menor de 18 años y no haber superado un límite establecido de renta.

Estas prestaciones están transferidas a las Comunidades Autónomas.

### Argentina
Las pensiones se otorgan a:
- Mayores de 70 años – Pensión a la vejez.
- Personas con un 76 % de Invalidez – Discapacidad - Pensión por invalidez.[3]
- Madres de 7 o más hijos.

Esta herramienta basa su funcionamiento por un lado, en una mirada social integral, que comprende a las personas como sujetos de derecho con sus particularidades sociales, económicas y regionales; por otro lado, en el trabajo territorial, que prioriza el contacto directo con los sectores más vulnerables y con las zonas de menor acceso a la información. En este sentido, se realizan periódicamente operativos de asesoramiento y gestión de pensiones en todo el país a través de la Comisión Nacional de Pensiones en el Territorio, que trabaja en Centros de Atención Local (CALS), Centros de Referencia y en los Desarrollo Sociales.